# Stark (Kansas)
Stark – miasto w Stanach Zjednoczonych, w stanie Kansas, w hrabstwie Neosho.